# Liste der Meteoriten Bayerns
Zwischen 1768 und 2016 wird über zehn Meteoriten in Bayern berichtet. Nur neun davon sind heute wissenschaftlich anerkannt, wobei es sich bei zwei davon nach heutiger Definition wegen historischer Grenzverschiebungen nicht mehr um bayerische Meteorite handelt. Letztendlich gibt es damit aktuell sieben offiziell anerkannte Meteoriten, welche auf bayerischen Boden fielen. Berichte, welche noch früher zurückreichen sind nicht glaubwürdig genug. Die Zahl der Fälle bzw. Funde erscheint wenig, ist es aber nicht. Laut Meteoritical Bulletin Database fielen in ganz Europa (beobachtet) zwischen 1768 und 2014 insgesamt nur 315. Heruntergerechnet auf die Fläche Bayerns sollten in dem Zeitraum statt sieben nur zwei beobachtet und gefunden worden sein.

## Liste
Redaktionelle Reihung nach Name alphabetisch.
| Name           | Koordinaten                       | Fundort                           | Masse in Gramm | Klasse                      | Falldatum oder Fundjahr           | Herkunft           | Sammlung / Verbleib                                        | Bemerkung |
| -------------- | --------------------------------- | --------------------------------- | -------------- | --------------------------- | --------------------------------- | ------------------ | ---------------------------------------------------------- | --- |
| (Bad Rodach)   | 50° 21′ 00,0″ N, 010° 48′ 00,0″ O | Bad Rodach, Bayern                | 3600           | unbekannt                   | Fall 19. Sep. 1775                | Asteroid Hebe ?    | verschollen                                                | Bericht von einem mysteriösen „blauen Klumpen“, welcher niemals analysiert wurde und verschollen ist. Da Meteoriten keine blaue Farbe haben und das Material des Objekts nicht mehr untersucht werden kann, wird der Fall heute als nicht anerkannt eingestuft. |
| Eichstädt      | 48° 51′ 00,0″ N, 011° 07′ 00,0″ O | Eichstätt, Bayern                 | 3200           | Gewöhnlicher Chondrit (H5)  | Fall 19. Feb. 1785                | Asteroid Hebe ?    | Naturhistorisches Museum Wien, ETH Zürich u. a.            | Offiziell anerkannter Fall |
| (Krähenberg)   | 49° 19′ 37,0″ N, 007° 27′ 53,0″ O | Krähenberg, Rheinland-Pfalz       | 16500          | Gewöhnlicher Chondrit (LL5) | Fall 5. Mai 1869                  | Asteroid Itokawa ? | Urweltmuseum Geoskop in Thallichtenberg / Pfalz            | Liegt nach heutiger Definition im Bundesland Rheinland-Pfalz und wird in der offiziellen Liste bayerischer Meteoriten nicht mehr geführt. |
| Machtenstein   | 48° 17′ 03,0″ N, 011° 18′ 49,0″ O | Schwabhausen (Oberbayern), Bayern | 1422           | Gewöhnlicher Chondrit (H5)  | Wiederentdeckung 2014 Fund 1956 ? | Asteroid Hebe ?    | Museum Mineralogia München, (München)                      | Offiziell anerkannter Fund |
| Mässing        | 48° 23′ 00,0″ N, 012° 36′ 00,0″ O | Eggenfelden, Bayern               | 1600           | Achondrit (Howardit)        | Fall 13. Dez. 1803                | Asteroid Vesta ?   | Museum für Naturkunde (Berlin) u. a.                       | Offiziell anerkannter Fall |
| (Mauerkirchen) | 48° 11′ 00,0″ N, 013° 08′ 00,0″ O | Mauerkirchen, Oberösterreich      | 21300          | Chondrit (L6)               | Fall 20. Nov. 1768                | Asteroid Flora ?   | Museum Mineralogia München, (München) u. a.                | Liegt nach heutiger Definition in Österreich und wird in der offiziellen Liste bayerischer Meteoriten nicht mehr geführt. |
| Neuschwanstein | 47° 31′ 30,0″ N, 010° 48′ 30,0″ O | Schwangau, Bayern                 | 6218           | Enstatit-Chondrit (EL6)     | Fall 6. Apr. 2002                 | Asteroid Mithra ?  | Rieskrater-Museum, Nördlingen u. a.                        | Offiziell anerkannter Fall |
| Schönenberg    | 48° 21′ 00,0″ N, 010° 24′ 00,0″ O | Jettingen-Scheppach, Bayern       | 8000           | Gewöhnlicher Chondrit (L6)  | Fall 25. Dez. 1846                | Asteroid Flora ?   | Ungarisches Naturwissenschaftliches Museum, Budapest u. a. | Offiziell anerkannter Fall |
| Stubenberg     | 48° 18′ 00,0″ N, 013° 05′ 00,0″ O | Stubenberg (Niederbayern), Bayern | 1320           | Gewöhnlicher Chondrit (LL6) | Fall 6. März 2016                 | noch nicht bekannt | aktuell tlw. in Privatbesitz                               | Offiziell anerkannter Fall |
| Untermässing   | 49° 05′ 25,0″ N, 011° 20′ 00,0″ O | Greding, Bayern                   | 80000          | Oktaedrit (IIC)             | Fall 1920                         | Asteroid Psyche ?  | Naturhistorisches Museum Nürnberg u. a.                    | Offiziell anerkannter Fund |

## Weitere Meteoritenfälle in Bayern
Es gab weitere offiziell anerkannte Meteoritenfälle in Bayern, bei denen jedoch kein Meteoritengestein gefunden wurde. Dazu gehören der Meteoritenfall Schäftlarn (1722) und der Meteoritenfall Otterskirchen (1969). Bei dem Meteoritenfall Waldau 1809 ist der anfangs geglaubte Fundort Waldau fälschlich. Wahrscheinlicher ist ein Ort in der Normandie in Frankreich, L’Aigle.